# 化石灣
化石灣（英語：Fossil Bight），是南極洲的海灣，位於葛拉漢地，處於拉馬斯角東北面2公里的西摩島北岸，該海灣在1982年發現化石，現時由南極條約體系管理。